# PHQ-2
Der PHQ-2 ist ein aus zwei Fragen bestehender psychodiagnostischer Test für ein Screening einer Major Depression.
Er ist eine Ultrakurzform des PHQ-9, des vollständigen Depressionsmoduls des PHQ-D, und umfasst die zwei ersten Fragen des PHQ-9. Damit fokussiert der PHQ-2 auf die beiden Hauptkriterien einer Major Depression nach DSM-IV, nämlich
- Interessenverlust und
- niedergeschlagene Stimmung.

## Aufbau des PHQ-2
Konkret wird im PHQ-2 erfragt, wie oft man sich im Verlauf der letzten zwei Wochen durch Interessens- und Freudeverlust (Frage 1) sowie durch Niedergeschlagenheit, Schwermut oder Hoffnungslosigkeit (Frage 2) beeinträchtigt gefühlt hat. Antwortmöglichkeiten sind
- „überhaupt nicht“,
- „an einigen Tagen“,
- „an mehr als der Hälfte der Tage“ und
- „fast jeden Tag“,

denen entsprechend die Zahlenwerte 0 bis 3 zugeordnet sind.

PHQ-2

## Auswertung des PHQ-2
Die Ausprägungen auf beiden Frage werden addiert, sodass der Summenwert Werte von 0 bis 6 annehmen kann. Höhere Werte stehen für stärkere depressive Beschwerden. Ein Trennwert (Cut-off-Wert) von ≥ 3 wurde für Screening als optimal beschrieben.

## Testdiagnostische Gütekriterien des PHQ-2

### Kriteriumsvalidität
Bei einem Trennwert von ≥ 3 wurde für die Diagnose einer Major Depression von einer Sensitivität von 87 % und einer Spezifität von 78 % berichtet. Die Sensitivität und Spezifität für alle depressiven Störungen beträgt bei einem Trennwert von ≥ 3 79 % bzw. 86 %

### Reliabilität
Die interne Konsistenz beträgt nach Cronbach α = .83.

### Änderungssensitivität
Der PHQ-2 zeigte in einer Studie mit 167 Patienten große Effekte hinsichtlich der Änderungssensitivität verglichen mit dem SKID-I als Goldstandard.

### Vergleichswerte
In einer Studie mit 520 Patienten wurden Vergleichswerte für 71 Patienten mit einer Major Depression, 132 Patienten mit einer depressiven Störung sowie 317 Patienten ohne depressive Störung berichtet. Bei Patienten mit Major Depression lag der Mittelwert des PHQ-2 bei 4.7 (SD = 1.5), bei Patienten mit einer depressiven Störung bei 3.4 (SD = 1.7) und bei Patienten ohne depressive Störung bei 1.4 (SD = 1.3).

## Hinweise zur Nutzungsberechtigung
Der PHQ-D und seine Subskalen sind frei und kostenlos erhältlich und können ohne Gebühren für nicht-kommerzielle Zwecke angewendet werden. Bei der Verwendung des PHQ-D bzw. einer Kurzform muss die deutsche Fassung des Instrumentes bei der Publikation der generierten Daten korrekt zitiert sein.